# Zápas na Letních olympijských hrách 1972 – muži, volný styl do 48 kg
Zápas ve volném stylu ve váhové kategorii do 48 kg na Letních olympijských hrách 1972 v Mnichově probíhal od 27. do 31. srpna. O medaile se utkalo 14 zápasníků.

## Turnajové výsledky
Byl použit systém eliminace zápornými body. Zápasník, který nasbíral 6 negativních bodů, byl vyřazen z dalších bojů. Když zůstali v turnaji poslední tři, rozhodlo o jejich konečném pořadí speciální finálové kolo. 
Legenda
- DNA — Nenastoupil
- TPP — Celkem trestných bodů
- MPP — Trestných bodů v zápase

Penalizace
- 0 — Lopatkové vítězství, vítězství pro pasivitu, zranění, nebo diskvalifikaci protivníka
- 0.5 — Vítězství pro technickou převahu
- 1 — Vítězství na body
- 2 — Remíza
- 2.5 — Remíza, pasivita
- 3 — Prohra na body
- 3.5 — Prohra pro technickou převahu soupeře
- 4 — Lopatková prohra, prohra z důvodu pasivity, zranění, nebo diskvalifikace

### Kolo 1
| TPP | MPP |                              | Čas  |                       | MPP | TPP |
| --- | --- | ---------------------------- | ---- | --------------------- | --- | --- |
| 2   | 2   | Ogňan Nikolov (BUL)          |      | Sefer Baygin (TUR)    | 2   | 2   |
| 3.5 | 3.5 | Gad Tsobari (ISR)            |      | Attila Laták (HUN)    | 0.5 | 0.5 |
| 2   | 2   | Ebráhím Džavádí (IRI)        |      | Sergio Gonzalez (USA) | 2   | 2   |
| 3   | 3   | Bazarragčágijn Žamsran (MGL) |      | Rolf Lacour (FRG)     | 1   | 1   |
| 1   | 1   | Jürgen Möbius (GDR)          |      | Jang Dok-Ryong (PRK)  | 3   | 3   |
| 3   | 3   | Ion Arapu (ROU)              |      | Masahiko Umeda (JPN)  | 1   | 1   |
| 4   | 4   | Adkar Maruti (IND)           | 8:14 | Roman Dmitrijev (URS) | 0   | 0   |

### Kolo 2
| TPP | MPP |                       | Čas  |                              | MPP | TPP |
| --- | --- | --------------------- | ---- | ---------------------------- | --- | --- |
| 2   | 0   | Ogňan Nikolov (BUL)   | 3:50 | Gad Tsobari (ISR)            | 4   | 7.5 |
| 2   | 0   | Sefer Baygin (TUR)    | 0:45 | Attila Laták (HUN)           | 4   | 4.5 |
| 2   | 0   | Ebráhím Džavádí (IRI) | 4:09 | Bazarragčágijn Žamsran (MGL) | 4   | 7   |
| 4   | 2   | Sergio Gonzalez (USA) |      | Rolf Lacour (FRG)            | 2   | 3   |
| 4   | 3   | Jürgen Möbius (GDR)   |      | Ion Arapu (ROU)              | 1   | 4   |
| 4   | 1   | Jang Dok-Ryong (PRK)  |      | Adkar Maruti (IND)           | 3   | 7   |
| 4   | 3   | Masahiko Umeda (JPN)  |      | Roman Dmitrijev (URS)        | 1   | 1   |

### Kolo 3
| TPP | MPP |                       | Čas  |                       | MPP | TPP |
| --- | --- | --------------------- | ---- | --------------------- | --- | --- |
| 2   | 0   | Ogňan Nikolov (BUL)   | 0:50 | Attila Laták (HUN)    | 4   | 8.5 |
| 5.5 | 3.5 | Sefer Baygin (TUR)    |      | Ebráhím Džavádí (IRI) | 0.5 | 2.5 |
| 6   | 2   | Sergio Gonzalez (USA) |      | Jürgen Möbius (GDR)   | 2   | 6   |
| 7   | 4   | Rolf Lacour (FRG)     | 8:18 | Ion Arapu (ROU)       | 0   | 4   |
| 7   | 3   | Jang Dok-Ryong (PRK)  |      | Masahiko Umeda (JPN)  | 1   | 5   |
| 1   |     | Roman Dmitrijev (URS) |      | Bye                   |     |     |

### Kolo 4
| TPP | MPP |                       | Čas |                      | MPP | TPP |
| --- | --- | --------------------- | --- | -------------------- | --- | --- |
| 2   | 1   | Roman Dmitrijev (URS) |     | Ogňan Nikolov (BUL)  | 3   | 5   |
| 6.5 | 1   | Sefer Baygin (TUR)    |     | Ion Arapu (ROU)      | 3   | 7   |
| 3.5 | 1   | Ebráhím Džavádí (IRI) |     | Masahiko Umeda (JPN) | 3   | 8   |

### Final
Výsledky z předchozích kol se započítávají do finále (žlutě zvýrazněno).
| TPP | MPP |                       | Čas |                       | MPP | TPP |
| --- | --- | --------------------- | --- | --------------------- | --- | --- |
|     | 1   | Roman Dmitrijev (URS) |     | Ogňan Nikolov (BUL)   | 3   |     |
| 4   | 3   | Roman Dmitrijev (URS) |     | Ebráhím Džavádí (IRI) | 1   |     |
| 4   | 1   | Ogňan Nikolov (BUL)   |     | Ebráhím Džavádí (IRI) | 3   | 4   |

## Finálové pořadí
1. Roman Dmitrijev (URS)
2. Ogňan Nikolov (BUL)
3. Ebráhím Džavádí (IRI)
4. Sefer Baygin (TUR)
5. Ion Arapu (ROU)
6. Masahiko Umeda (JPN)